# Austrolebias robustus
Austrolebias robustus är en fiskart som först beskrevs av Günther, 1883.  Austrolebias robustus ingår i släktet Austrolebias och familjen Rivulidae. Inga underarter finns listade.